# Xylophanes pearsoni
Xylophanes pearsoni là một loài bướm đêm thuộc họ Sphingidae. Nó được tìm thấy ở miền đông Brasil.
Chiều dài cánh trước khoảng 35 mm đối với con đực và khoảng 36 mm đối với con cái. Nó giống với loài Xylophanes libya, ngoại trừ một vài khác biệt ở kiểu màu phía trên cánh trước và cánh sau.
Ấu trùng có thể ăn các loài Rubiaceae và Malvaceae.